# 3069 Heyrovský
3069 Heyrovský eller 1982 UG2 är en asteroid i huvudbältet som upptäcktes den 16 oktober 1982 av den tjeckiske astronomen Zdeňka Vávrová vid Kleť-observatoriet. Den är uppkallad efter den tjeckiske nobelpristagaren i kemi, Jaroslav Heyrovský.
Asteroiden har en diameter på ungefär 4 kilometer och den tillhör asteroidgruppen Nysa.